# Sh2-68
Sh2-68 è una nebulosa planetaria visibile nella costellazione della Coda del Serpente.
Si individua nella parte settentrionale della costellazione, all'interno della Fenditura dell'Aquila circa 4° a NNE della stella η Serpentis; si estende per 8 minuti d'arco in direzione di una regione della Via Lattea povera di campi stellari e può essere individuata con l'ausilio di appositi filtri. Il periodo più indicato per la sua osservazione nel cielo serale ricade fra giugno e novembre; trovandosi a solo 1° dall'equatore celeste, può essere osservata indistintamente da tutte le regioni popolate della Terra.
La nebulosa possiede una forma molto irregolare a causa della sua particolare posizione; l'interazione col mezzo interstellare circostante ha infatti determinato un'instabilità di Rayleigh-Taylor, da cui la sua forma. La sua stella progenitrice è una nana bianca che si trova in una posizione dislocata rispetto al centro della nebulosa; la sua distanza è stimata fra i 120 e i 270 parsec dal sistema solare, contro i 200-500 parsec stimati per la nebulosa. Ciò fa di questa nebulosa, assieme a Sh2-174, un ottimo soggetto per testare le teorie sull'interazione fra nebulose planetarie e mezzo interstellare circostante.